# ترابانت 601
ترابانت 601 (أو Trabant P601 series) نموذجًا ترابانت من إنتاج VEB Sachsenring في تسفيكاو في ساكسونيا. كان هذا هو الجيل الثالث من الطراز، الذي تم بناؤه لأطول وقت إنتاج، من 1963 إلى 1990. نتيجةً لذلك، إنه نموذج ترابانت الأكثر شهرة وغالبًا ما يشار إليه ببساطة باسم «ترابانت» أو «ترابى». خلال فترة الإنتاج الطويلة، تم إنتاج 2,818.547 ترابانت 601s بشكل عام وكانت أكثر السيارات شيوعًا في ألمانيا الشرقية.

## نظرة عامة

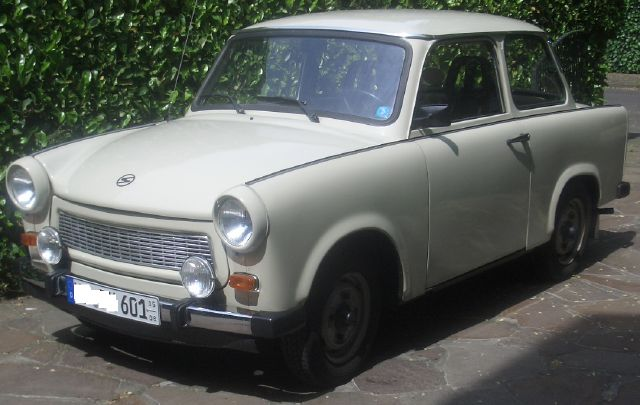
A 1988 Trabant 601 S DeLuxe.

بعد فوات الأوان، يمكن اعتبار Trabant 601 رد ألمانيا الشرقية على «سيارة الشعب» في ألمانيا الغربية، سيارة فولكس فاغن بيتل.  كان الغرض منها هو توفير سيارة رخيصة ولكن لا تزال موثوقة وبأسعار معقولة جدا وسهلة الإصلاح والصيانة أيضا. ومع ذلك، كان وقت إصدارها حديثًا إلى حد ما بطرق عديدة، من خلال الدفع بالعجلات الأمامية ومحرك المتطلب القليل من الصيانة والبناء الأحادي والهيكل المركب والتعليق المستقل في كل مكان. كانت خيبة الأمل الرئيسية في شركة ما قبل الحرب دي كاي دبليو التي تزود المحرك.